# Bentheuphausia amblyops
Bentheuphausia amblyops är en kräftdjursart som beskrevs av Georg Ossian Sars 1885. Bentheuphausia amblyops ingår i släktet Bentheuphausia och familjen Bentheuphausiidae. Inga underarter finns listade i Catalogue of Life.